# 周鍾嶽
周 鍾嶽（しゅう しょうがく）は、清末、中華民国、中華人民共和国の政治家・学者。雲南派の一員と目され、後に国民政府でも要職を務めた。字は生甫。号は惺甫、惺庵。ペー族（白族）。

## 事跡

### 清末の活動
読書人の家庭に生まれ、麗江の府試、大理の院試においていずれも上位で合格する。1900年（光緒26年）、大理西雲書院を卒業し、同郷の先輩にあたる趙藩の下で文案（書記）として登用された。その後、趙藩に随従して湖南省、四川省でも任務に就く。1903年（光緒29年）に雲南に戻ると、郷試を受けて第1位の挙人となった。
1904年（光緒30年）、官費により日本に留学した。弘文学院で学んだ後、早稲田大学に進学して法律・政治を履修した。1907年（光緒33年）に帰国し、省学務公所普通課課長兼省城両級師範教務長となる。同年、雲南省内の鉱山の権利をめぐって清朝がイギリス、フランスと不平等条約を結ぶと、これに反発する雲南各界の代表として、周鍾嶽は北京に派遣された。1910年（宣統2年）秋に、片馬事件が発生すると、省咨議局により、清朝の外務部に英国への抗議を求める代表として、再び北京へ派遣されている。

### 蔡鍔の腹心として
1911年（宣統3年）10月30日の昆明重九起義（辛亥革命の一環）当時、周鍾嶽は、上記に関する交渉で北京に在った。11月12日に昆明に戻ると、雲南軍都督蔡鍔から都督府秘書長に任命される。これ以後の周は、雲南派の政権において欠かすことのできない事務方の要人となった。
1912年（民国元年）8月、周鍾嶽は、雲南省教育司長に任命された。翌年2月には、雲南光復史編纂局総纂も兼任している。同年4月、滇中観察使をつとめた。1915年（民国4年）2月、北京で全国経界局督弁を務めていた蔡鍔の招聘に応じて、全国経界局秘書長兼局評議委員会主任となる。この時、全国経界局清丈処処長を務めていた殷承瓛と協力して、田地調査のための法規制定、研究に尽力する。その成果は、『経界法規草案』、『中国歴代経界紀要』、『各国経界紀要』の3つの著作としてまとめられた。
1915年（民国4年）、袁世凱が皇帝即位を目論むと、蔡鍔は雲南へ戻り、護国戦争（第三革命）を発動した。この時の周鍾嶽は北京に留まり、直接には護国戦争に参加できなかった。しかし、袁に対して陽動の電文を提出するなどして、蔡の雲南帰還を支援している。

### 雲南派の一員として
1916年（民国5年）の蔡鍔死後、周鍾嶽は四川省で雲南派の四川督軍代理・羅佩金の秘書長となる。翌年に羅が四川で敗北すると、周も雲南に戻る。まもなく、雲南督軍唐継尭の下で、靖国聯軍総司令部秘書長となった。1919年（民国8年）11月からは雲南省長代理、さらに1920年（民国9年）6月には、正式に雲南省長となっている。顧品珍の兵変を経た後の1922年（民国11年）3月からは、唐から、雲南塩運使兼枢密庁長兼省法制委員会会長に任じられた。1926年（民国15年）1月には、省内務司長（後に改組され、民政司長）兼賑務処総弁を務めている。
1927年（民国16年）2月に唐継尭は、竜雲・胡若愚ら部下の4鎮守使の兵変により失脚する。しかし周鍾嶽は、引き続き4鎮守使に起用され、省務委員会常務委員兼内務庁長代理に任じられた。まもなく、竜と胡らとの間で衝突が発生すると、昆明での戦闘を回避するための調停を行い、その後、周は一時引退する。

### 国民政府時代の活動、晩年
1930年（民国19年）、雲南に通志館が設けられることになると、周鍾嶽は準備主任をつとめた。翌年の成立と共に、通志館館長に就任している。以後、周は、『新纂雲南通志』と『続雲南通志長編』の編纂を行った。1939年（民国28年）、竜雲の蔣介石への推薦により、周は国民政府内政部長に抜擢され、さらに県政計画委員会主任委員も兼任した。1944年（民国33年）11月には、国民政府委員兼考試院副院長に異動している。
1945年（民国34年）10月、竜雲が武力により雲南省政府主席から罷免されると、周鍾嶽は蔣介石に対する反発を抱くようになる。1947年（民国36年）7月、考試院副院長を辞任して昆明に戻る。その後は史料整理の傍ら、雲南省政府主席盧漢の相談役ともなった。
中華人民共和国成立後も、周鍾嶽はそのまま大陸に留まる。1953年に雲南省文史館館員となる。1954年には、中国人民政治協商会議第2期全国委員会委員となった。
1955年5月19日、昆明において病没。享年80（満78歳）。

## 注
1. ↑  イギリスによる領土侵犯事件。